# اندیس شوریاب (۱)
شوریاب (۱) یک اندیس فلزی است که در حوالی شهر سلطان آباد استان خراسان قرار دارد و مادهٔ معدنی موجود در آن، کرومیت است.